# Лоу, Роузи
Роузи Лоу (англ. Rosie Lowe; род. в 1990) — британская певица, музыкант и автор-исполнитель. Впервые получила известность, благодаря дебютному синглу Right Thing, выпущенному в ноябре 2013 года. В следующем году вышел её одноимённый мини-альбом. В 2016 году выпустила свой дебютный полноформатный альбом Control, с такими песнями как Worry Bout Us, Woman и So Human, записанной совместно с рэпером Литтл Симз.

## Дискография

### Студийные альбомы
- Control (2016)
- YU (2019)

### Мини-альбомы
- Right Thing EP (2014)

### Синглы
- «Right Thing» (2013)
- «Games» (2014)
- «Water Came Down» (2014)
- «How’d You Like It» (2014)
- «Who’s That Girl?» (2015)
- «Worry Bout Us» (2015)
- «Woman» (2016)
- «So Human» (2016) (при участии Литтл Симз[англ.])